# Mutrux (gmina)
Mutrux – miejscowość i gmina (commune) w zachodniej Szwajcarii, w kantonie Vaud, w okręgu (district) Jura-Nord vaudois. 

## Demografia
W Mutrux mieszka 149 osób. W 2021 roku 5,4% populacji gminy stanowiły osoby urodzone poza Szwajcarią.